# Seberang Perai
Seberang Perai is het oostelijke gedeelte van de Maleisische deelstaat Penang, het deel dat op het vasteland van het schiereiland Malakka is gelegen. 
Seberang Perai stond vroeger ook bekend als de provincie Wellesley.
De gemeente telt 818.000 inwoners op een oppervlakte van 749 km². 

## Bestuurlijke indeling
Seberang Perai is sinds 1974 één gemeente, de grootste van Maleisië.
Het gebied omvat drie districten:
- Seberang Perai Utara (noord), met de plaats Butterworth
- Seberang Perai Tengah (midden), met Bukit Mertajam
- Seberang Perai Selatan (zuid).